# 细枝绣线菊
细枝绣线菊（学名：Spiraea myrtilloides），为蔷薇科绣线菊属下的一个植物种。